# ستيف دويل (سياسي)
ستيف دويل (بالإنجليزية: Steve Doyle)‏ هو محامي وسياسي أمريكي، ولد في 21 مايو 1958 في لاكروس في الولايات المتحدة. حزبياً، نشط في الحزب الديمقراطي. وقد انتخب عضو جمعية ولاية ويسكونسن.